# Watten (Erzählung)
Watten. Ein Nachlaß ist eine 1969 veröffentlichte Erzählung des österreichischen Autors Thomas Bernhard, in der es um das Barackendasein eines ehemaligen Arztes geht. Sie ist im Suhrkamp Verlag erschienen.

## Inhalt
Bei der Erzählung handelt es sich um einen Brief des Ich-Erzählers an den Juristen und Mathematiker F. Undt, der ihn darum bittet „über mehrere Stunden andauernde Wahrnehmungen“ vom Vortag (bezogen auf den Tag des Briefempfangs) zu berichten. Aus der Rahmenerzählung, die den anfänglichen Briefwechsel des Erzählers mit dem Juristen enthält, erfährt der Leser, dass der Erzähler Undt eineinhalb Millionen (Schilling), die ihm durch den Verkauf einer Liegenschaft zugekommen sind, zu wohltätigen Zwecken überlässt. Undt, dessen Schriften „sich sämtliche mit der in jedem Falle immer auswegslosen Situation gerade entlassener Strafhäftlinge beschäftigen“ und der sich „unmittelbar durch den Einsatz seiner Person den Geächteten unter den Menschen […] zur Verfügung stellte“, erachtet die Schilderung der Wahrnehmungen des Erzählers als „ideal“ für seine wissenschaftlichen Bestrebungen.
Der Erzähler ist ein ehemaliger Arzt, der seine Zeit auch mit dem Verfassen wissenschaftlicher Schriften verbringt. Über seine Vorgeschichte, die fragmentarisch in den Brief eingestreut ist, erfährt der Leser, dass sich der Erzähler aus dem Schloss seines Vaters zunächst von der obersten in die unterste Etage und schließlich vollends zurückgezogen hat, um fortan in einer Baracke, die zur Barackensiedlung einer Papierfabrik gehört, zu hausen. Diese beschreibt er auch als vorübergehende „noch“ akzeptierte Unterkunft. Seine Klientel bestand vor allem aus den Papierarbeitern der Fabrik unter welchen er schon „an die drei Jahrzehnte“ gelebt hatte. Diese behandelte der Arzt kostenlos, da er auf Grund seiner Herkunft aus dem Schloss immer wieder von einem Krankenkassenvertrag ausgeschlossen wurde. Die gut besuchte Praxis des Erzählers war Kollegen ein Ärgernis. Nachdem man ihn mit einer Morphiumampulle und zitternden Händen in einem Kaffeehaus gesehen hatte, kam es zur Anzeige durch einen Kollegen, die die Sperrung der Praxis nach sich zog. Im Anschluss an das Berufsverbot fand der Erzähler eine Zuflucht im Watten (ein österreichisches Kartenspiel), zu dem sich eine feste „Wattenrunde“ erst dreimal aber später nur noch einmal in der Woche, am Mittwoch, im nahegelegenen Gasthaus im Wald, dem „Racher“, traf. Am Kartenspiel beteiligt waren neben dem Ich-Erzähler der Lehrer, der Fuhrmann und der Papierarbeiter Siller.
Als nun der Siller, der im Wald „die Orientierung verloren“ hat, statt zum Watten zu gehen unerwartet Selbstmord begeht, indem er sich an einem Baum erhängt, gibt der Erzähler das zwanzig Jahre lang betriebene Kartenspiel auf. Genauso wie den im selben Zeitraum mit „erschreckender Regelmäßigkeit“ täglich unternommenen (Spazier-)Gang, der ihn aus der Baracke an der faulen Fichte vorbei zur Schottergrube und denselben Weg wieder zurückgeführt hat. Im Zusammenhang mit dem sich am „geheimnisvollen Wettermittwoch“ ereignenden Selbstmord ist von einem „Föhnexzeß“ die Rede, der den vier Männern am Abend das Watten unmöglich machte. Alle Wattenspieler haben sich auf den Weg durch den Wald gemacht und in unterschiedlichem Schweregrad die Orientierung verloren. „Jetzt gehe ich nicht mehr in die Schottergrube. Nicht mehr zu faulen Fichte. Ueberhaupt nicht mehr aus der Baracke hinaus.“ Dieser Zustand bildet den eigentlichen Ausgangspunkt der Schilderungen des Erzählers.
In der Baracke, in der der Protagonist in Isolation und Abgeschlossenheit lebt, herrscht ein „unvorstellbares Chaos“ und auch der Geruch indiziert die praktizierte „totale Verwahrlosung“. Der einzige Besucher ist der Fuhrmann. Dieser sucht den Ich-Erzähler immer wieder auf, um ihn mit wenigen zweifelhaften Argumenten dazu zu überreden das Kartenspiel wiederaufzunehmen. Dabei stellt er wiederholt dieselbe Frage: „[…] warum nicht mehr watten, Herr Doktor?“ Dieser begegnet der Erzähler mit den unterschiedlichsten Rechtfertigungsversuchen.
In Anwesenheit des Fuhrmanns versucht der Arzt erfolglos Ordnung in einen Papierhaufen zu bringen. Auch im Schloss sind überall Papierhaufen verstreut und in der Ordination befinden sich dutzende Mülltonnen mit Unmengen von Papieren, wobei es sich um seine über Jahrzehnte angehäuften „Beobachtungen“ handelt. Über den Fuhrmann erreicht den Arzt die Erzählung des Reisenden. Dieser hat die Leiche des Selbstmörders Siller -nachdem man wochenlang erfolglos im Fluss Traun gesucht hatte- zufällig im Wald „auf einem Baum an der Schottergrube“ entdeckt. Zwei Monate später kommt der Reisende wieder ins Gasthaus und erzählt dem Wirt und den anwesenden Papierarbeitern erneut was damals abgelaufen war. Der Fuhrmann konnte diese Erzählung vom Nebentisch aus verfolgen. Der Leser erfährt, dass auch der Reisende mehrmals im Wald die Orientierung verlor und schließlich auf die am Baum hängende, barfüßige, schon in Verwesung begriffene Leiche des Papierarbeiters stieß.

## Interpretation
Die Erzählung lässt sich als Beschreibung eines „totalen Rückzugs“ charakterisieren, auf dessen Ausgang durch den Untertitel verwiesen wird. Die Autobiographie des Erzählers „spiegelt die Geschichte eines sozialen Abstiegs [„zu den […] Randexistenzen der modernen Industriegesellschaft“], einer zunehmenden Verwahrlosung, eines paranoiden Existenzzerfalls.“ Die Krise, in der sich der Protagonist befindet, deren letztes auslösendes Moment schließlich im Selbstmord des Papierarbeiters bestand, äußert sich zunächst im Aufgeben sämtlicher dem Leben Struktur und scheinbar Sinn verleihenden Gewohnheiten. Im Zentrum steht hierbei das wöchentliche Kartenspiel, das nach dem Berufsverbot und dem damit einhergehenden Bedürfnis dem Leben einen neuen Inhalt zu geben, dem Erzähler als Zufluchtsstätte und letzter Garant für „zwischenmenschlichen Kontakt“ dienen konnte. Als Struktur gebendes Element im Leben des Protagonisten kann auch das regelmäßige Gehen, das sich an festen Fixpunkten orientiert, gedeutet werden. In der Erkenntnis, dass weder das Watten noch das Leben zu etwas führt, verharrt der Erzähler im „Zustand der Paralyse“ und setzt sich der „Monotonie“ und „Langeweile“ aus.

### Einzelne Motive/Themen
Der Wald/Die Natur
Der Wald ist in der Erzählung der Ort, an dem der Orientierungsverlust das Subjekt bedroht. „Tatsächlich verlieren in dem Wald alle, die hineingehen, augenblicklich die Orientierung, geehrter Herr, ich habe noch nie einen Menschen getroffen, der in dem Wald nicht die Orientierung verloren hätte.“ Aus ihm ist „[…] das Herauskommen nicht mehr gestattet […], solange einem die Ursache der Verzweiflung nicht bekannt ist.“ Er birgt, wie die Philosophie die „ungeheuerlichsten Verletzungsmöglichkeiten“.
Im Wald kommt der „Mensch seiner Verzweiflung[…] „nahe““. Er „bietet[…] die Möglichkeit, den Ursachen der eigenen gescheiterten Existenz nachzuspüren.“ Seine Gefährlichkeit ist „subjektiv“ und hängt von der Fähigkeit ab das eigene Dasein zu bewältigen. So ist es der Fuhrmann, der als einziger am besagten Mittwoch „ohne den geringsten Schaden“ davonkommt und wegen seiner „gesunden Konstitution“ und dem daraus resultierenden Orientierungsvermögen nicht vollkommen die Richtung verliert. Im Gegensatz zu den restlichen Teilnehmern der Wattenrunde ist er als Leiter eines angesehenen Fuhrwerkunternehmens nicht zu den beruflich wie sozial Gescheiterten zu rechnen. Sein Leben unterliegt bestimmten Grundsätzen und ist in Traditionen verankert.
Die Natur (der Wald) wird in Watten, wie für Bernhards Werke typisch, als Bedrohung wahrgenommen. Sie „wird als Gewalt erfahren, die das Wesen menschlicher Identität, die lebendige Einheit des Individuums in Frage stellt.“ „[…]der tödliche Orientierungsverlust Sillers [führt dem Arzt in diesem Sinn] die Übermacht dieser Natur vor Augen.“
Motiv des Zerfalls/Ich-Zerfall
Der ganze Text ist vom Motiv des Zerfalls durchzogen. Die Gefährdung der Einheit des Ichs und die Dissoziation des Bewusstseins sind Grundmotive in Bernhards Werk. Darauf verweisen beispielsweise die Angst des Erzählers vor dem Aufgehen in der Masse „Ich gehöre nicht in die Masse, […],ich gehöre in mich selbst, […].“ oder Hinweise auf sein gespaltenes Bewusstsein wie „Als ob hinter meinem Gehirn ein zweites gegen das erste sich zu denken getraute, geehrter Herr.“
Dazu passt der immer wiederkehrende Traum des Erzählers, in welchem er sämtliche Selbstmörder in der Traun zu einer einheitlichen Masse verschmolzen sieht. „[…] ich schaue in die Traun hinein und sehe Hunderte und Tausende Leichen in der Traun, eng aneinander, sie bilden eine weißlich-gelbe Körpermasse unter der klaren Wasseroberfläche […].“
Auch der am Baum hängende Siller war schon in einem natürlichen Zustand der Auflösung, nämlich der „Verwesung“ begriffen, genauso wie die Dohlen, deren Geruch in einem Traum des Erzählers mehrere Wochen aus der Ordination dringt. Auch die Orientierungspunkte, die sich der Erzähler in der räumlichen Umgebung setzt, sind im Rahmen des Motivs deutbar: Die „Schottergrube“, die „Faule Fichte“ und der „Tümpel“ sind ebenso im Zerfall begriffen wie die überall sterbenden Bäume. Zerfall wird auch in der Geschichte über die Brille der Schwester thematisiert „[…], und sie will mir die Brille zeigen und nimmt die Brille herunter, und ich sage, sie solle die Brille wieder aufsetzen, und sie setzt die Brille wieder auf, und die Brille zerfällt. In sieben oder acht Stücke zerfällt die Brille. […], wie mit dieser Brille, ist es mit allem. Die Industrie macht alles nur für das Auge und für den schlechten Geschmack der Massen, verstehen Sie!“
Gehen und Denken
„Regelmäßig in Bernhards Werk ist Gedankenbewegung als Bewegung mit den Füßen dargestellt.“ Auch in der Erzählung „Watten“ können Gehen und Denken als Synonyme betrachtet werden. Die zunehmende Einschränkung der Bewegungsfähigkeit, die Verkleinerung des Bewegungsradius verweist auch auf die zunehmende Einengung der Gedankenbewegung, die sich sprachlich in der manischen kreisenden Wiederholung einzelner Wörter manifestiert, die gerade an der Stelle zu einem Höhepunkt findet, als der Erzähler mit dem Fuhrmann die Baracke verlässt, um den erfolglosen Versuch zu starten diese zum umrunden. Auch die Wortwiederholungen beginnen und enden an ihrem Ausgangspunkt: Schnallen. „Gehen! sagte ich, gehen!, und der Fuhrmann beobachtete, daß ich nicht gehen konnte. Nur um die Baracke! sagte ich.“
Österreichschelte
Der Brief des Arztes kann als „Auslassung“ „in ihrem doppelten Wortsinn“ verstanden werden. Der eigene Verfall des Erzählers findet sein Pendant in dem ihn umgebenden kulturellen Niedergang. „Wenn ich sehe, wie ununterbrochen um mich herum eine neue Architektur entsteht, eine ungeheuer ordinäre Architektur, eine ungeheuer ordinäre Musik, eine ungeheuer ordinäre Malerei, eine ungeheuer ordinäre Geschichte, denke ich, was Sie nicht beeindrucken wird, es ist meine eigene Architektur, Musik, Kunst, Malerei, Geschichte etcetera. Wenn wir längere Zeit in einem Land wie in dem unsrigen leben, in welchem sich alles, wie Sie wissen, mit großer Feierlichkeit dem Stumpfsinn ausgeliefert hat, haben wir in kurzer Zeit keine Wahl mehr. Das Gehirn ist in diesem Land absolut stellenlos, arbeitslos.“ In den Schilderungen des Erzählers, die sich um die großen Schnallen seiner Schuhe drehen, wird der Fortschritt der Massengesellschaft mit Zerfall assoziiert „[…], alles zerreißt und zerbricht und zerbröckelt, das ist der Fortschritt.“ Und auch die Wattenrunde veranschaulicht als „Mikrokosmos der Gesellschaft“ „den sozialen und kulturellen Verfall polemisch.“ Bei den Teilnehmern handelt es sich fast ausschließlich um gescheiterte Existenzen für die das Spiel nichts anderes als eine „rücksichtslose Existenzzerbröselung“ ist.

## Formale Aspekte
Bei dem Brief des Arztes handelt es sich um ein absatzloses Textkontinuum. Lediglich für die Wiedergabe der Erzählung des Reisenden („Der Reisende“), die genau in der Mitte des Textes angesiedelt ist, wird der Lesefluss kurz zu deren Beginn und Ende unterbrochen. Ansonsten unterliegt der Gedankenstrom des Erzählers keiner besonderen „thematische[n] und strukturelle[n] Gliederung.“ Alle angeschnittenen Themen, ob sie nun banal sind oder ob es sich um Grundfragen der menschlichen Existenz handelt, werden mit derselben „erzählerischen Intensität“ in einem „alles nivellierenden Meinungsstrom“ behandelt.
In der Erzählung sind die Anreden an den Adressaten des Briefes („geehrter Herr“) und die Schilderungen des Erzählers seine Situation (Vergangenheit, Gegenwart, Zukunft) betreffend, der Besuch des Fuhrmanns, d. h. dessen wiedergegebene Äußerungen („erzählte der Fuhrmann“) und die „rekapitulierte[n] Sätze an den Fuhrmann („sage ich zum Fuhrmann“)“, sowie die „Wiedergabe von Bemerkungen anderer durch den Fuhrmann („sagte der Wirt zum Reisenden, sagte der Fuhrmann“)“ auf komplexe Weise ineinander verschachtelt. Dazu kommen noch die eingeflochtenen Gedanken des Erzählers („denke ich“) und wiedergegebene Gedanken („denkt der Fuhrmann, denke ich“).
In den Text sind verschiedene ineinander übergehende Zeit- bzw. „Erinnerungsebenen“ und Raumebenen eingelagert. Auf einer ersten Ebene erinnert sich der Erzähler an eines der letzten Gespräche mit dem Fuhrmann. Diesem erzählt er beispielsweise die zeitliche noch weiter zurückliegende Geschichte von der zerbrochenen Brille der Schwester. An die verschiedenen Erinnerungsebenen sind jeweils unterschiedliche Räume gebunden. Während des Verfassens des Briefes sitzt der Erzähler am Fensterbrett. Das Gespräch mit dem Fuhrmann findet in (bzw. zeitweise außerhalb) der Baracke statt. In der Erzählung von der Brille sitzt der Erzähler zu Hause in seinem Zimmer am Schreibtisch. Die Verwendung des Präsens und der „Zitationsstil“ erschweren es die verschiedenen Ebenen auseinanderzuhalten.
Dazu kommt ein „Spiel mit den Abhängigkeitsverhältnissen“, wie es sich vor allem bei der Wiedergabe der Erzählung des Reisenden durch den Fuhrmann zeigt: „Möglicherweise ist er [der Siller] schon so weit abgetrieben, daß man ihn nie mehr finden wird, haben alle gedacht, sagte der Wirt zum Reisenden, sagte der Fuhrmann.“ Die „Abhängigkeitsverhältnisse“ werden ununterbrochen „durch die direkte Sprechweise überspielt“ kommen dann aber doch zum Ausdruck. Diese „medialen Brechungen“ bewirken genauso, wie die bereits erwähnten „temporalen“ und „lokalen Brechungen“, „daß der Inhalt des Textes sich dem festen Zugriff entzieht.“ Der „unvermittelte Zugang zur Erfahrungswirklichkeit wird versperrt.“

### Stilistische Merkmale
Hinter der hohen Eigendynamik, die die Sprache in „Watten“ erreicht, tritt das Ziel der Vermittlung verbindlicher Inhalte zurück.
Auffällig sind die für Bernhard typischen Wiederholungen einzelner Wörter oder Wortfolgen. Von der in sich kreisenden Wiederaufnahme einzelner Wörter wird in der Erzählung stellenweise sehr intensiv Gebrauch gemacht. Die Sätze bewegen sich „in immer neuen Variationen um ein einziges, scheinbar belangloses Wort“ und gruppieren sich dann regelmäßig um neue „Stich-Wörter“. So wird beispielsweise auf nur sieben Seiten das Wort „Schnalle[n]“ dreiundvierzigmal, das Wort „Brille“ fünfundzwanzigmal, das Wort „Gummischuhe“ dreizehnmal und das Wort „Schuh/e“ zwanzigmal wiederholt.
Ein weiteres Merkmal des Textes besteht darüber hinaus im stellenweise hochgradig verschachtelten Satzbau.

#### Deutung
Die Wiederholungen führen die Zirkularität der Denkbewegungen des Erzählers vor. Das „Auf-der-Stelle-Treten des Textes“ wird auch inhaltlich an Passagen wie: „Geehrter Herr, im Aufwachen denke ich gewöhnlich: warum lebe ich?, darauf: warum lebe ich in der Baracke?, und ich antworte: weil ich in der Baracke lebe, geehrter Herr.“ deutlich.
Die „restringierte Sprache“ des Erzählers kann als „Ausweis [s]einer beschädigten, nicht mehr kommunizierbaren Subjektivität“ gedeutet werden. Der stellenweise sehr verschachtelte Satzbau und auch die parataktischen Satzreihen veranschaulichen „das Mißlingen von ordnender, Überblick schaffender Reflexion“.

## Ausgabe
- Thomas Bernhard: Watten. Ein Nachlaß. Suhrkamp, Frankfurt am Main 1998 (= suhrkamp taschenbuch 2820).